# 랭커스터 파크

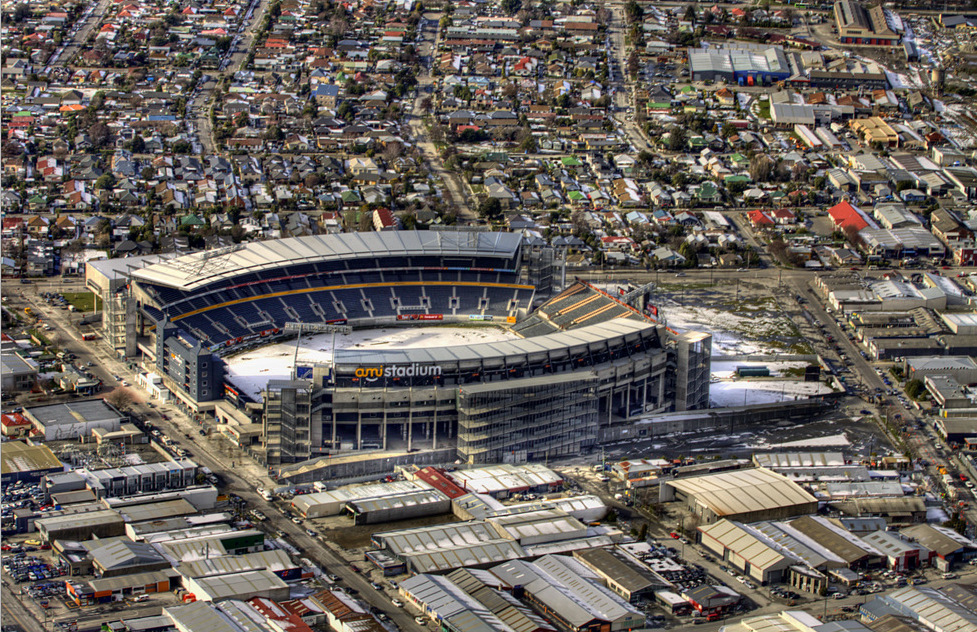
2011년

랭카스터 파크(Lancaster Park)는 1881년 세워진 38,628명을 수용하는 뉴질랜드 크라이스트처치의 다목적 경기장이다. 수퍼 럭비의 캔터베리 크루세이더스와 ITM 컵의 캔터베리가 홈구장으로 사용하고 있다.